# Diego Calvo Pouso
Diego Calvo Pouso (San Saturnino, 1975) es un economista y político español del Partido Popular, actual vicepresidente primero y consejero de Presidencia, Justicia y Deportes de la Junta de Galicia.

## Biografía
Nació en San Saturnino (La Coruña), en 1975. Es licenciado en ciencias económicas, especialidad de hacienda pública y sistema fiscal, por la Universidad de Santiago de Compostela y máster en desarrollo local y comarcal.

## Carrera política
Fue diputado autonómico desde febrero de 2003. En 2009 fue nombrado delegado de la Junta para la provincia de La Coruña. En las elecciones municipales de 2011 resultó elegido concejal en Ferrol. Accedió a la presidencia de la Diputación de la Coruña el 12 de junio de 2011.
En las elecciones municipales de 2015 fue elegido de nuevo concejal en Ferrol, como número dos de la lista del PP, y dejó la presidencia de la Diputación tras el pacto conseguido entre PSdeG-PSOE y el BNG, pasando a ser portavoz del PP en la oposición.
Es presidente provincial del PP de La Coruña y Vicesecretario del PPdeG. Es vicepresidente del Parlamento de Galicia desde septiembre de 2016.
El 15 de mayo de 2022, tras el nombramiento de Alfonso Rueda como nuevo presidente de la Junta de Galicia, fue designado como Vicepresidente segundo y Consejero de Presidencia, Justicia y Deportes de la Junta de Galicia.